# Nanophyes marmoratus marmoratus
Nanophyes marmoratus marmoratus é uma subespécie de insetos coleópteros polífagos pertencente à família Nanophyidae.
A autoridade científica da subespécie é Goeze, tendo sido descrita no ano de 1777.
Trata-se de uma subespécie presente no território português.